# Towers Football 2018
Questa voce raccoglie le informazioni riguardanti i Towers Football nelle competizioni ufficiali della stagione 2018.

## Liga Norte Senior 2018

### Stagione regolare
| Santander 28 gennaio 2018, ore 12:00 | Cantabria Bisons | 26 – 35 referto | Valhalla Towers | IMD Ruth Beitia |

| Cambre 18 febbraio 2018, ore 11:00 | Valhalla Towers | 21 – 20 (d.t.s.) (0-0 6-7 0-13 14-0 6-0) referto | Cantabria Bisons | Campo de Futbol Dani Mallo |

| Cambre 25 febbraio 2018, ore 11:00 | Valhalla Towers | 58 – 7 referto | Oviedo Madbulls | Campo de Futbol Dani Mallo |

| Saragozza 11 marzo 2018, ore 12:00 | Zaragoza Hurricanes | 21 – 12 referto | Valhalla Towers | Parque Deportivo Ebro |

| Oviedo 17 marzo 2018, ore 12:00 | Oviedo Madbulls | 6 – 32 referto | Valhalla Towers | Instalaciones Deportivas San Lazaro |

| Cambre 25 marzo 2018, ore 11:00 | Valhalla Towers | 12 – 14 referto | Zaragoza Hurricanes | Campo de Futbol Dani Mallo |

## I Torneio Fundadores

### Fase a eliminazione diretta
| 25 novembre 2018 | Cascais Crusaders | 40 – 0 | Towers Football |  |

| 9 dicembre 2018 | Paredes Lumberjacks | 20 – 36 | Towers Football |  |

## Statistiche di squadra
| Competizione | %Vittorie | In casa | In casa | In casa | In casa | In casa | In casa | In trasferta | In trasferta | In trasferta | In trasferta | In trasferta | In trasferta | Totale | Totale | Totale | Totale | Totale | Totale |
| Competizione | %Vittorie | G       | V       | N       | P       | Pf      | Ps      | G            | V            | N            | P            | Pf           | Ps           | G      | V      | N      | P      | Pf     | Ps     |
| ------------ | --------- | ------- | ------- | ------- | ------- | ------- | ------- | ------------ | ------------ | ------------ | ------------ | ------------ | ------------ | ------ | ------ | ------ | ------ | ------ | ------ |
| Campionato   | .667      | 3       | 2       | 0       | 1       | 91      | 41      | 3            | 2            | 0            | 1            | 79           | 53           | 6      | 4      | 0      | 2      | 170    | 94     |
| Coppa        | .500      | 0       | 0       | 0       | 0       | 0       | 0       | 2            | 1            | 0            | 1            | 36           | 60           | 2      | 1      | 0      | 1      | 36     | 60     |
| Totale       | .625      | 3       | 2       | 0       | 1       | 91      | 41      | 5            | 3            | 0            | 2            | 115          | 113          | 8      | 5      | 0      | 3      | 206    | 154    |